# Baba Aliyev
Baba Aliyev (Baba Balababa oğlu Əliyev, né le 22 mars 1915 à Zira, banlieue de Bakou, et mort le 27 mars 1991 à Bakou) est un peintre azerbaïdjanais, artiste du peuple de la RSS d'Azerbaïdjan (1982), président de l'Union des artistes d'Azerbaïdjan.

## Biographie
Baba Aliyev est diplômé de l'École d'art d'État d'Azerbaïdjan en 1937 et de l'Institut d'art d'État de Moscou V.I. Surikov en 1941. 
En 1946-1960 enseigne à l'école d'art d'État d'Azerbaïdjan du nom d'Azim Azimzade

## Sujets et style
Portraits et natures mortes sont les principaux genres de l'œuvre de l'artiste. Son arrivée dans l'art remonte aux années de la Grande Guerre patriotique, et les images artistiques de combattants de première ligne ont une place particulière dans son travail de ces années. L'héroïsme du pilote Mazahir Abbasov  de Baba Aliyev (1947) et les portraits du commissaire Novruz Aslanov et du colonel S. Supru sont considérés comme tels. Son portrait de Suprun, héros de l'Union soviétique, a été exposé à l'exposition de la Grande Guerre patriotique à Tbilissi en 1942. 
Dans les années d'après-guerre, Baba Aliyev, comme d'autres artistes, commencé à représenter des images artistiquement généralisées de travailleurs. En 1951, avec Abdulkhalig et A. Zarubin, il travaille sur un grand panneau intitulé Livraison du coton à l'État consacré au travail des producteurs de coton. Ce travail est présenté à l'exposition de toute Union en 1951. L'artiste montre la nature du travail des pétroliers dans ses œuvres Avant le virage (1959), Le Repos des travailleurs du pétrole (1961), Nouvelle Force (1963). Baba Aliyev publie un certain nombre de portraits tels que Portrait d'une fille (1957), Portrait d'un agriculteur collectif F. Abdullayeva (1962), Infirmière(1983), Djovdat Hadjiyev (1986), Nuit au clair de lune (1962), Pêches (1964), Soirée à Goygol (1978) et d'autres paysages et natures mortes. Ses Nos Invités (1967), Chahdag (1969), Le Cœur de mère (1973), L'Aube (1977), Plantation de thé (1978), Bétail (1982), La Récolte des légumes (1983) dépeint de manière lyrique des travailleurs, des paysages naturels et des scènes domestiques. Dans les années 1960, l'artiste préfère un style strict. De tels travaux incluent Le Repos des ouvriers pétroliers(1961) et Le Repos des pétroliers(1965). 

## Postérité
Selon l'ordre du Président de la République d'Azerbaïdjan en date du 28 novembre 2005 Sur la perpétuation de la mémoire de Baba Aliyev, une rue a été nommée d'après l'artiste à Zira une plaque commémorative a été placée au III virage Magomayev, 3. Une exposition consacrée au 100e anniversaire de Baba Aliyev a été inaugurée au Musée national d'art d'Azerbaïdjan le 7 juin 2016. 

## Récompenses
- Titre honorifique : Artiste émérite de la RSS d'Azerbaïdjan - 29 juin 1964
- Titre honorifique : Artiste du peuple de la RSS d'Azerbaïdjan  - 1er décembre 1982 [9]
- Décret honorifique du Présidium du Soviet suprême de la RSS d'Azerbaïdjan - 21 mars 1985[4].